# 姣家湖
姣家湖是一个位于中国江西省波阳县的湖泊，面积约为1.5平方千米，平均水深约为1米。